# (9063) Washi
(9063) Washi est un astéroïde de la ceinture principale.

## Description
(9063) Washi est un astéroïde de la ceinture principale. Il fut découvert le 17 décembre 1992 à Geisei par Tsutomu Seki. Il présente une orbite caractérisée par un demi-grand axe de 2,31 UA, une excentricité de 0,16 et une inclinaison de 4,8° par rapport à l'écliptique.

## Compléments